# نظرية لغات البرمجة

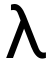

نظرية لغة البرمجة (PLT) هي فرع من علوم الحاسوب التي تتعامل مع تصميم وتنفيذ وتحليل وتوصيف وتصنيف لغات البرمجة وخصائصها الفردية. إنه يقع ضمن تخصص علوم الحاسوب، اعتمادًا على الرياضيات وهندسة البرمجيات واللغويات وحتى العلوم المعرفية والتأثير عليها. إنه فرع معروف جيدًا لعلوم الحاسوب، وهو مجال بحث نشط، له نتائج منشورة في العديد من المجلات المخصصة لنظرية لغات البرمجة، وكذلك في منشورات علوم وهندسة الحاسوب العامة.